# Опал «Австралийский олимпийский»
«Австралийский Олимпийский» (англ. Olympic Australis) - самый большой и самый ценный опал в мире. 
Опал был найден в 1956 году в опаловом поле «Восьмая Миля» (Eight-Mile), в шахтёрском городке Кубер-Педи (Coober Pedy) на юге Австралии. Он был обнаружен на глубине 9,144 метров и был назван Австралийским Олимпийским опалом из-за Олимпийских игр, проходивших в то время в Мельбурне. Он обладает поразительным весом в 17,000 карат (3450 грамм) а его ювелирное качество составляет 99%.
В 2005 году цена Австралийского Олимпийского опала составляла 2,5 миллиона австралийских долларов. Из-за чистоты драгоценного камня с него можно было срезать примерно 7 тысяч каратов, но благодаря тому, что камень настолько уникален, его оставят в его изначальном органическом виде. На данный момент Австралийский Олимпийский опал хранится в Мельбурне, в офисе компании «Altmann & Cherny Ltd».